# Anlage Mitte
Anlage Mitte was een hoofdkwartier van Adolf Hitler, nabij Tomaszów Mazowiecki in Polen (ca. 100 kilometer van Warschau). Het hoofdkwartier bestond uit een betonnen overdekt treinstation voor Hitlers trein en enkele tijdelijke houten gebouwen. Het was, naast Anlage Süd, het belangrijkste 'veldhoofdkwartier' van Hitler in Polen.
Op 18 januari 1945 veroverde het Rode Leger de stad, en het hoofdkwartier.